# Sa Veu de Llucmajor
Sa Veu de Llucmajor fou una publicació editada en català i castellà a Llucmajor, Mallorca, entre setembre de 1981 i desembre de 1985. Tenia una tirada de 600 exemplars i una periodicitat quinzenal. Sortiren 51 números de 24 pàgines cadascun. Estava centrada en la informació local amb seccions d'opinió, cultura, història i esports. Fou membre de l'Associació de la Premsa Forana de Mallorca. En fou director Agustí Solivellas Clar i entre els col·laboradors habituals hi havia Gabriel Ramon Julià, Bartomeu Sbert Barceló, Mateu Monserrat Pastor i Climent Garau Salvà.